# Hylocomiaceae
Hylocomiaceae là một họ rêu trong bộ Hypnales.